# Pascual Benjamín Rivera Montoya
Pascual Benjamín Rivera Montoya TOR (* 17. Mai 1964 in Ayotla, Ixtapaluca, Mexiko) ist ein mexikanischer römisch-katholischer Ordensgeistlicher und Prälat von Huamachuco in Peru.

## Leben
Pascual Benjamín Rivera Montoya trat am 26. Juli 1987 der Gemeinschaft der regulierten Franziskaner-Terziaren bei und legte am 17. September 1991 die ewige Profess ab. Nach dem Studium an der interkontinentalen Universität der Missionare von Guadalupe empfing er am 5. Juli 1992 das Sakrament der Priesterweihe.
Nach der Priesterweihe war er zunächst im Erzbistum Mexiko in der Pfarrseelsorge tätig. Während dieser Zeit studierte er von 1996 bis 1999 Kanonisches Recht an der Päpstlichen Universität von Mexiko und erwarb das Lizenziat. Von 2000 bis 2003 setzte er seine Studien in Rom an der Päpstlichen Universität Urbaniana fort, an der er promoviert wurde. Nach seiner Rückkehr war er erneut in der Pfarrseelsorge tätig. Außerdem war er Richter am Kirchengericht des Erzbistums Mexiko. Am 26. Juli 2019 wurde er zum Apostolischen Administrator der vakanten Territorialprälatur Huamachuco ernannt.
Am 30. März 2021 ernannte ihn Papst Franziskus zum Prälaten von Huamachuco. Die Bischofsweihe spendete ihm der Erzbischof von Trujillo, Héctor Miguel Cabrejos Vidarte OFM, am 6. Mai desselben Jahres in der Kathedrale von Huamachuco. Mitkonsekratoren waren der Bischof von Chachapoyas, Emiliano Antonio Cisneros Martínez OAR, und der Prälat von Chuquibamba, Jorge Enrique Izaguirre Rafael CSC.